# Billy Williams
William Desmond ”Billy” Williams, född 3 juni 1929 i Walthamstow i Waltham Forest, London, död 20 maj 2025, var en brittisk filmfotograf. Han vann en Oscar för bästa foto för sitt arbete med Gandhi (1982).

## Filmografi (i urval)
- 1969 – När kvinnor älskar
- 1975 – Vinden och lejonet
- 1981 – Sista sommaren
- 1982 – Gandhi
- 1987 – Misstänkt